# Europese kampioenschappen kyokushin karate 1998 (IKO)
De Europese kampioenschappen kyokushin karate 1998 waren door de International Karate Organization (IKO) georganiseerde kampioenschappen voor Kyokushinkai karateka's. De 11e editie van de Europese kampioenschappen vond plaats in het Spaanse Zaragoza.

## Resultaten
| Gewichtsklasse | Goud           | Zilver           | Brons                             |
| -------------- | -------------- | ---------------- | --------------------------------- |
| -70kg          | Piotr Sawicki  | Michael Biskos   | Ahmed Alinak Zoltan Dudas         |
| -80kg          | Emil Kostov    | Florescu Tiberiu | Sylwester Sypien Laurent Philouze |
| -90kg          | Mateusz Wojcik | Marek Kosowski   | Zeljo Micakovic Eduard Wallmen    |
| +90kg          | Pavel Mandok   | Eusebio Barbero  | Siegfied Elson Georgj Georgiev    |